# キャッスルロック (コロラド州)
キャッスルロック（英:Town of Castle Rock）は、アメリカ合衆国コロラド州の町。ダグラス郡の郡庁所在地である。デンバーの南方に位置しているベッドタウン。キャッスルロックの人口は州内で16番目、人口増加率は最も高い町である。2020年国勢調査では人口は73,158人だった。広域ではデンバー・オーロラ統計上都市圏、ならびにフロントレンジ都市回廊に含まれる。
町の名前は市街地を望むキャッスルロック岩から付けられた。

## 歴史

### 町の成立まで
現在のキャッスルロックが町の所在する地はかつて、アーカンソー川とプラット川との間を所持していたネイティブアメリカンのアラパホー族とシャイアン族が居住していた。
1862年、同年の1862年ホームステッド法により白人居住者が初めてこの地へ踏み入れた。これはコロラドゴールドラッシュの影響によりこの地に金鉱脈があるとの噂が立ったからである。しかし、キャッスルロック周辺には金鉱脈は無く代わりに流紋岩の採掘を行う町として発展した。
1874年、ダグラス郡東部の郡境改定に合わせキャッスルロック町が成立されたが、町として認可されたのは1881年である。

### 成立からVJデーまで（1874年‐1945年）

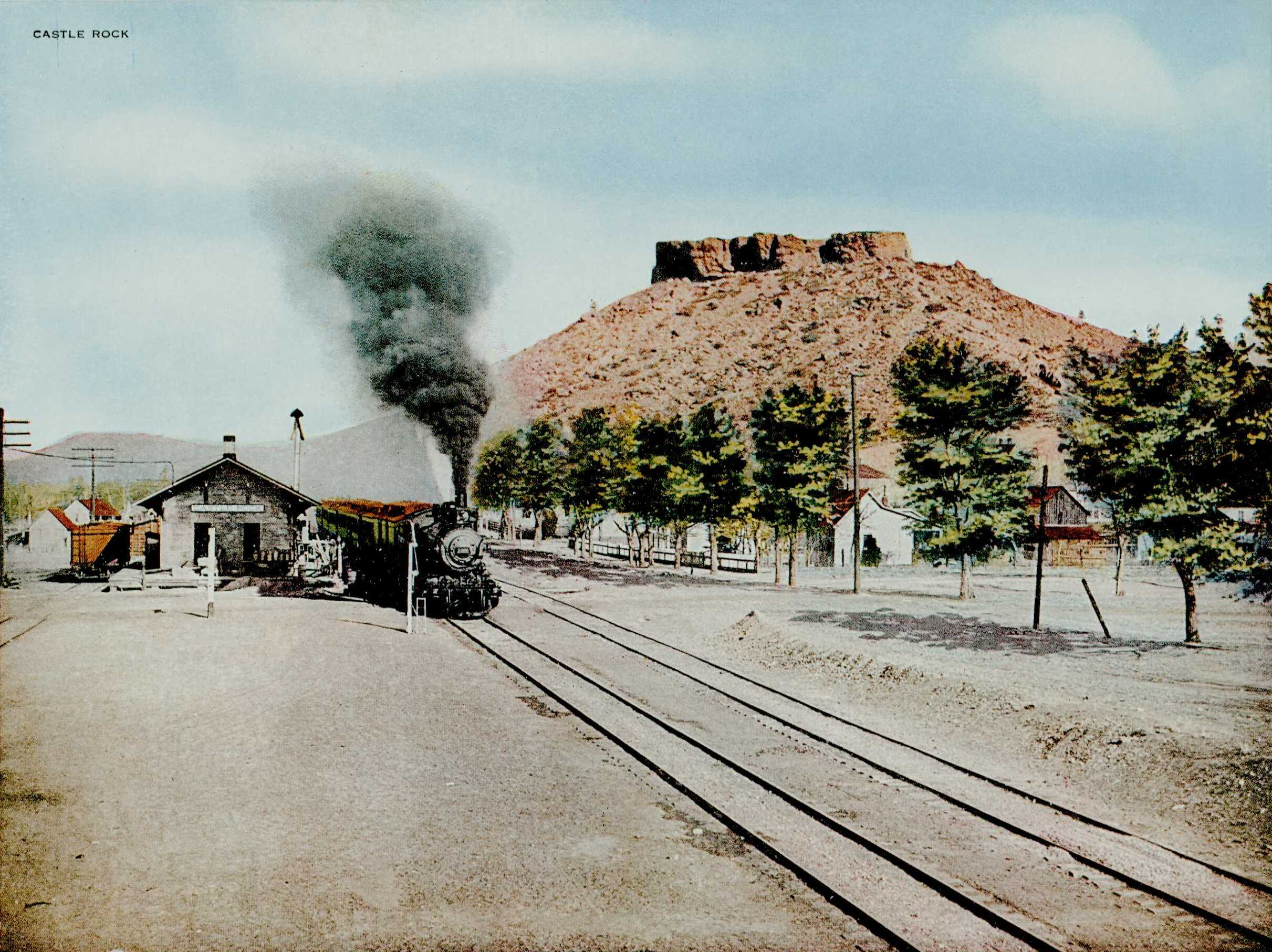
キャッスルロック駅とキャッスルロック岩

1870年代後半には、デンバー・アンド・リオグランデ・ウェスタン鉄道の鉄道駅が開業した。
1880年代から1900年代まで、流紋岩の採掘は最盛期を迎え多くの人々がキャッスルロック町に流入した。その多くが鉱夫であり、主に移民であった。
1936年、キャッスルロック町の町域は拡大し、町の由来となりシンボルのキャッスルロック岩が町の一部となった。数カ月後には、ニューディール政策の一環として公共事業促進局は岩の頂上に星形の照明を建設した。頂上の星は建設以降1936年から1941年まで毎年点火されていたが、1941年以降第二次世界大戦の勃発により戦争による犠牲や応援の為、点火は行われなかった。
1945年8月14日、大日本帝国はポツダム宣言を受託し太平洋戦争は終戦となった。この日はアメリカではVJデーと呼ばれ各地で大規模に祝われ、キャッスルロック町でも戦勝記念として星形の照明を改造しビクトリーのV字型にし点火した。
この日以降、毎年の点火は再開されている。

### 戦後期から現在まで（1945年‐）
1978年、キャッスルロック小学校、連邦銀行ダグラス郡支店、サミュエル・ダイラー家、ベンジャミン・ハマー家とキーストンホテルに並びアメリカ合衆国国家歴史登録財のダグラス郡裁判所が放火により焼失した。
1980年代、キャッスルロック町は財政的困難に陥っていた。その為、町民は1984年に地方政府が州政府など外部から加えられる統制を最小限にとどめ、 自らの問題を自らで解決していける権限であるホームルールの施行に投票し、1987年からホームルールが採択された。
2005年、アメリカ合衆国最高裁判所にてキャッスルロック町警察についての裁判が行われた。これは、キャッスルロック町警察が早期に接触禁止命令を出さなかった為に、女児3名がキャッスルロック警察本部の前で父親に殺害された事件（1999年）が起きたからであった。判決では1871年の連邦法反クー・クラックス・クラン法によりキャッスルロック町警察の責任能力は無しとされた。

## 地理
キャッスルロックは標高1867メートルであり、コロラド州都のデンバーと第二の都市コロラドスプリングスの丁度中間のロッキー山脈最東部の麓に位置する。ロッキー山脈の最東部に位置する山地はフロントレンジと呼ばれ、州間高速道路I‐25に沿うフロントレンジ都市回廊の由来となっている。

### 気候

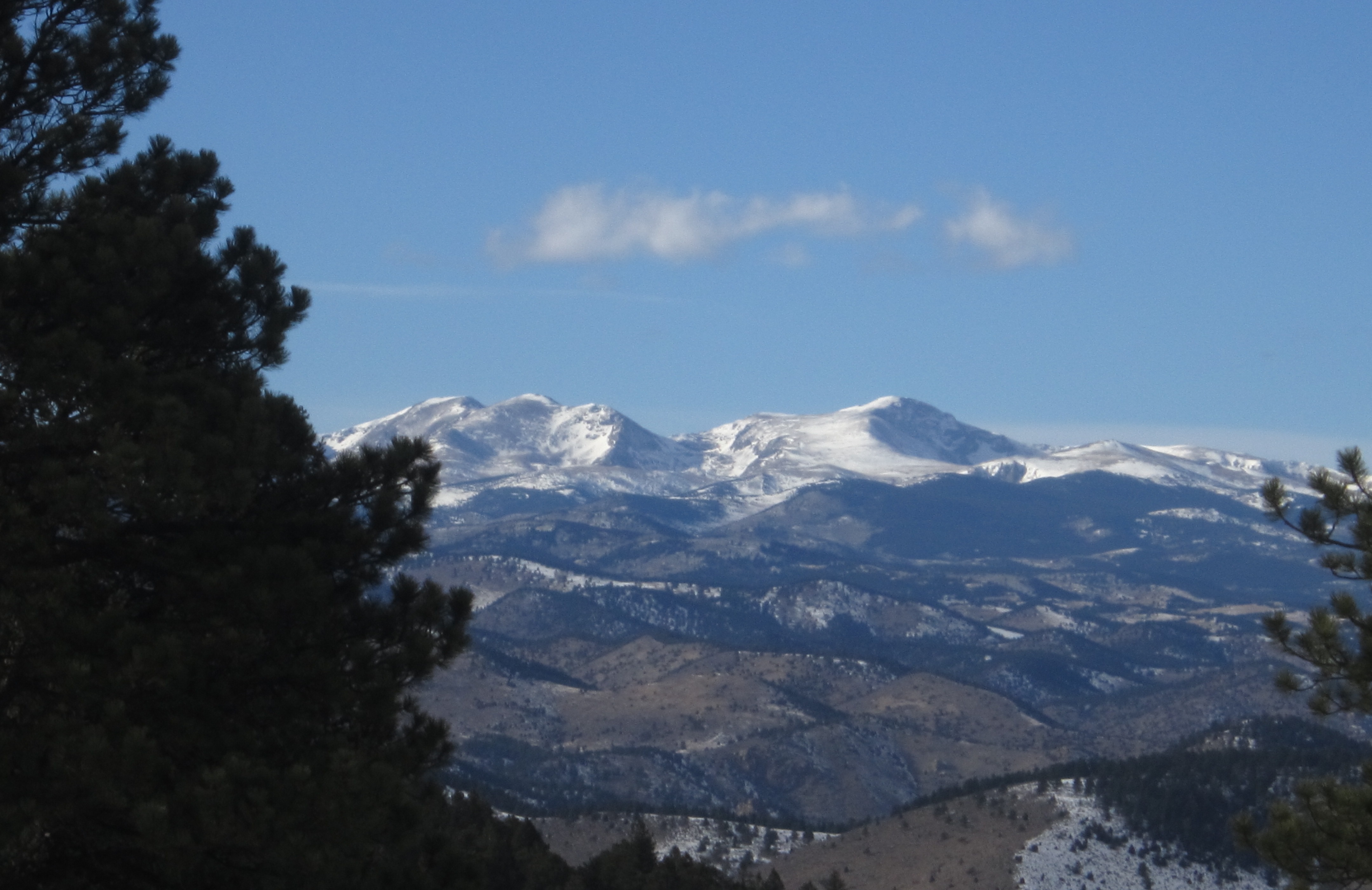
フロントレンジの山々

キャッスルロックはケッペンの気候区分では、ステップ気候に属しており、夏冬問わず気候は乾燥している。
|                | 1月  | 2月 | 3月 | 4月 | 5月  | 6月  | 7月  | 8月  | 9月  | 10月 | 11月 | 12月 |
| -------------- | ---- | --- | --- | --- | ---- | ---- | ---- | ---- | ---- | ---- | ---- | ---- |
| 平均気温（°C） | ‐0.2 | 0.6 | 4.1 | 7.8 | 13.1 | 18.1 | 21.3 | 20.3 | 15.9 | 9.8  | 3.9  | ‐0.4 |
| 降水量（mm）   | 16   | 17  | 46  | 56  | 55   | 52   | 62   | 69   | 31   | 28   | 25   | 19   |
| 降雪量（cm）   | 21   | 18  | 37  | 23  | 1.8  | ０   | ０   | ０   | 0.76 | 8.9  | 18   | 28   |

## 人口動勢
2000年国勢調査で、キャッスルロックは人口73,158人、16,688世帯、及び12,974家族が暮らしている。キャッスルロックの人種的な構成は白人90.7%、アフリカン・アメリカン1.1%、先住民0.6%、アジア1.7%、その他の人種2.8%、この人口の10%はヒスパニックまたはラテン系である

## 政府
キャッスルロック町議会は町長と7人の議員で構成される。

### 地区
キャッスルロックは数多くの地区、地域で構成される。町域は町を縦断する州間高速道路I‐25の東西で分けられる。
| 州間高速道路I‐25西側   | 州間高速道路I‐25東側             |
| ---------------------- | -------------------------------- |
| メドーズ               | ブラック・フェザー               |
| レッド・ホーク・リッジ | ファウンダーズ・ビレッジ         |
| テレイン               | エスカヴェラ                     |
| ニー・ランチ           | ダイアモンド・リッジ・エステイツ |
|                        | プーマ・リッジ                   |
|                        | プラム・クリーク                 |
|                        | ベルマウンテン・ランチ           |

## 経済
フロントレンジ都市回廊の中央に位置する関係から、デンバー、コロラドスプリングス北部は共に州間高速道路I‐25で20分で運転可能な為、全人口の内80％町民はコロラドスプリングスやデンバー都市圏へ通勤通学している。その為、州間高速道路I‐25は上下共に朝夕のラッシュアワーは混み合いキャッスルロック町民の通勤時間は全米平均と比べ29分長い。
通勤のデンバー、コロラドスプリングスへの依存は町内の商工業地区の狭さにある、町域の大部分は住宅街となっており開発が出来ない状態である。また、2018年には更に、宅地開発を行う事が町議会にて可決された。

## 教育

### 小学校・中学校
町内には14校の公立小中学校が位置する。

### 高等学校
町内には、キャッスル・ビュー・ハイスクールとダグラス郡ハイスクールの二校がある。

## 交通

### 公共交通

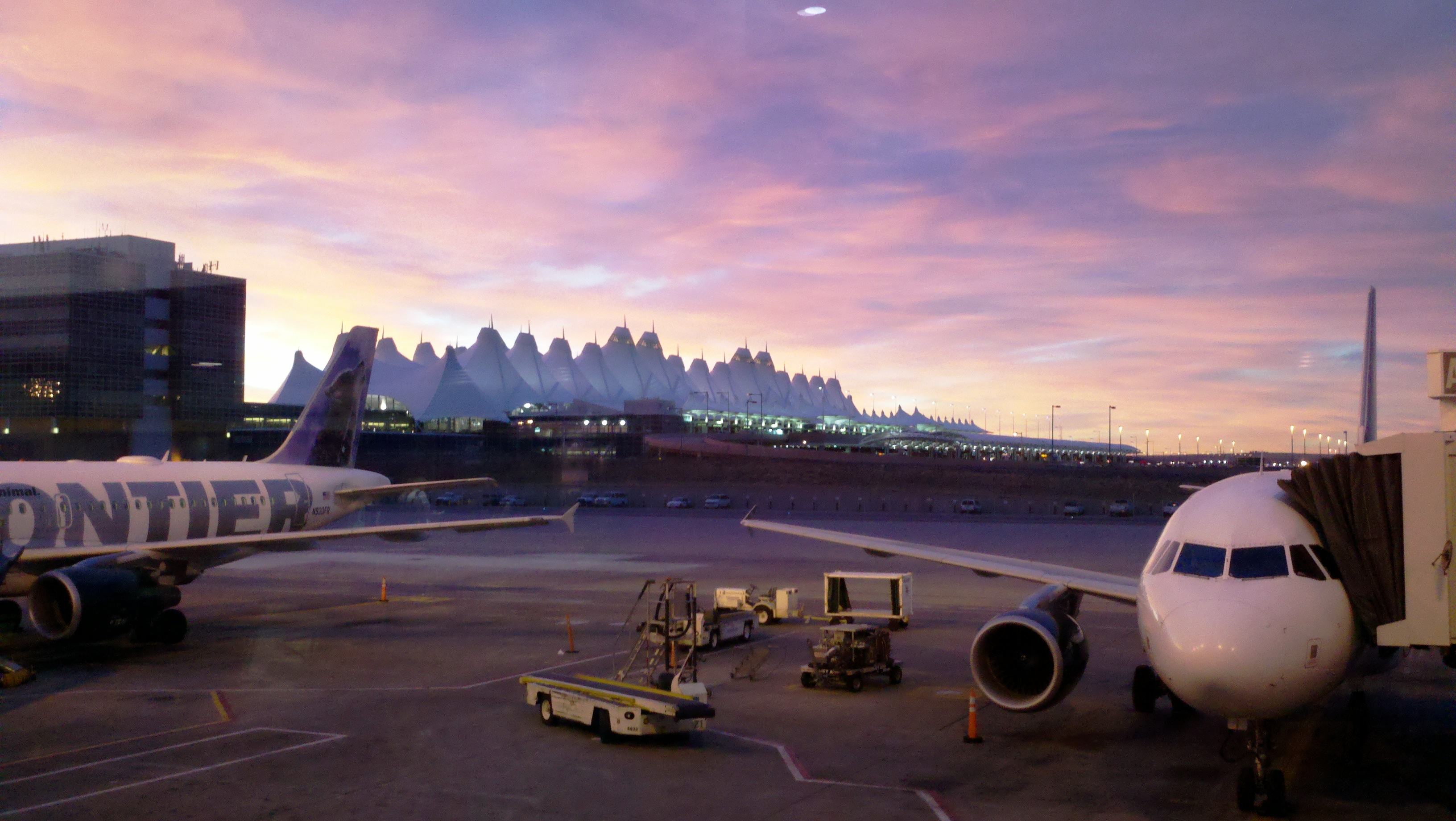
デンバー国際空港

キャッスルロックには空港は存在しないが、デンバー国際空港へ容易にアクセスできるため町民はデンバー国際空港を多く選ぶ。また、デンバー国際空港に比べ距離と就航都市では劣るがコロラドスプリングス市営空港も選ばれる。
かつては、デンバー・アンド・リオグランデ・ウェスタン鉄道による旅客扱いがあったが、同鉄道を買収したBNSF鉄道とユニオン・パシフィック鉄道は貨物のみで旅客は扱っていない。
現在、キャッスルロックへの公共交通はタクシーやライドシェアリングサービスのみとなっている。
2005年、町議会はデンバー地域交通局によるバス路線またはライトレールのキャッスルロック延長の投票を行ったが、否決となった。

### 道路
州間高速道路I‐25とU.Sルート87はキャッスルロックを南北に縦断し、U.Sルート85も途中に交通量の多い州間高速道路I‐25との交差地点からデンバー方面へのバイパス機能を果たしている。
キャッスルロックの東西軸はU.Sルート86のみとなってる。州間高速道路I‐25とは184出口ジャンクションで接続する。

## 文化

### 観光名所
- キャッスルロック岩
- キャッスルロック歴史博物館（旧デンバー・アンド・リオグランデ・ウェスタン鉄道キャッスルロック駅舎）

### キャッスルロック岩の星
1936年の建設以降、感謝祭前の最終土曜日にキャッスルロック岩頂上にある14メートルの星形の照明が点灯される。
点灯時には麓のダウンタウンでは花火を伴う大規模な祭りが催される。
キャッスルロック岩の星は町の象徴として、1945年の太平洋戦争勝利の際にビクトリーのVサインに改造されたり、デンバーブロンコスのスーパーボウル勝利の際にはチームカラーのオレンジと青に色を変えたりしている。
2020年には、新型コロナウィルスの蔓延に伴うロックダウンの際、星は結束の証として点火された。